# Synthymia
Synthymia is een geslacht van vlinders van de familie uilen (Noctuidae), uit de onderfamilie Hadeninae.

## Soorten
- S. exsiccata Warren & Rothschild, 1905
- S. fixa

Gouden daguil (Fabricius, 1787)
- S. solituda Brandt, 1938